# Саверн (округ)
Саверн (фр. Saverne) — округ (фр. Arrondissement) во Франции, один из округов в регионе Гранд-Эст. Департамент округа — Нижний Рейн. Супрефектура — Саверн.
Население округа на 2006 год составляло 91 771 человек. Плотность населения составляет 91 чел./км². Площадь округа составляет всего 1003 км².

## Кантоны
- Буксвиллер (центральное бюро — Буксвиллер)
- Ингвиллер (центральное бюро — Ингвиллер)

До 2015 года:
- Буксвиллер (центральное бюро — Буксвиллер)
- Дрюлинген (центральное бюро — Дрюлинген)
- Ла-Птит-Пьер (центральное бюро — Ла-Птит-Пьер)
- Мармутье (центральное бюро — Мармутье)
- Саверн (центральное бюро — Саверн)
- Сар-Юньон (центральное бюро — Сар-Юньон)